# June Island
June Island är en ö i Antarktis. Den ligger i ögruppen Debenham Islands i havet utanför Västantarktis. Argentina, Chile och Storbritannien gör anspråk på området.